# Cafuringa
Moacir Fernandes, ismert becenevén Cafuringa (Juiz de Fora, 1948. november 17. – Rio de Janeiro, 1991. július 25.), brazil labdarúgócsatár.
A brazil labdarúgó, Cafu a „Cafuringa” becenév után kapta a művésznevét.

## Pályafutása
Cafuringa 1948. november 10-én született Juiz de Forában, Minas Gerais államban. Profi pályafutását 1965-ben kezdte a Botafogo csapatában. Ezt követően a Bangu együtteséhez került, majd a Fluminense játékosa lett, amellyel 1969-ben, 1971-ben, 1973-ban és 1975-ben is megnyerte a Campeonato Cariocát. A Fluminense színeiben 63 Campeonato Brasileiro Série A mérkőzésen lépett pályára. 1976-ban az Atlético Mineiróhoz igazolt, ahol 19 Série A-találkozón szerepelt. A Grêmio Maringá csapatában eltöltött idő után visszatért a Fluminense-hez, ahol 1977 és 1978 között 14 Série A-meccsen játszott. 1979-ben a Caldense együttesében hat Série A-mérkőzésen lépett pályára, majd a venezuelai Deportivo Táchira csapatához szerződött, és ott vonult vissza a profi labdarúgástól.
Visszavonulása után részt vett az 1990-es Pelé World Cup küzdelmein, amely egy 35 év feletti visszavonult labdarúgóknak kiírt torna volt, és a döntőben gólt szerzett.

## Halála
A brazil labdarúgó 1991. július 25-én hunyt el Rio de Janeiro Jacarepaguá nevű városrészében, vérmérgezésben, amelyet egy öregfiúk mérkőzésen szerzett sérülés okozott.